# Myiagra vanikorensis
Myiagra vanikorensis е вид птица от семейство Monarchidae.

## Разпространение
Видът е разпространен в Соломоновите острови и Фиджи.